# 失業保險
失業救助是由政府主持的保險或福利制度。對於非自願失業者，提供短期的金錢救助，使其不會因失業收入中斷，而陷入生活困境。

## 實施情況

### 歐洲
失业类社会保障金，在不同国家，有不同的项目分类与内容集合。根据通俗社会保障学定义，大概包括失业保险金、失业救济金、最低生活保障金、再就业保险金等等。人均年收入，以2012年联合国开发计划署公布的数据为标准。括号后，为失业类社会保障金高于国民人均年收入的百分比：
- 西班牙（118%）
- 希腊（95%）
- 文莱（91%）
- 新西兰（85%）
- 塞浦路斯（76%）
- 葡萄牙（52%）
- 斯洛伐克（42%）
- 塞舌尔（37%）
- 安提瓜和巴布达（21%）
- 加蓬（18%）
- 白俄罗斯（9%）
- 保加利亚（7%）
- 马尔代夫（5%）
- 爱沙尼亚（5%）
- 立陶宛（3%）

注：
1. 西班牙——自1990年代后，世界上失业类社会保障金增幅最高的国家。
2. 希腊——世界上失业类社会保障金占社保财政投入份额最高的国家。
3. 白俄罗斯——世界上唯一一个完全由国有企业负担国民福利支出的国家。

### 中华人民共和国
依五險一金相關規定辦理。

### 中華民國（台灣）
自2003年1月1日起，依《就業保險法》實施「失業給付」：
1. 非自願失業，需符合《勞動基準法》的非自願失業的相關條目。（業務縮減、停業、不適用等）
2. 失業給付的金額，以勞保退保前之6個月平均月投保薪資的60%給付。
3. 至就業服務站辦理「非自願失業登記」的14天後開始給付，最多連續拿6個月，期滿後需勞保再次投保滿1年後，始具有失業給付的資格。
4. 失業給付的領取次數，與勞保的投保年資無關，僅影響是否能領取失業給付的資格。[1]

失業相關補助另有：
1. 職業訓練生活津貼
2. 失業勞工子女就學補助
3. 就業保險失業者創業貸款[2]